# John Campbell (7e duc d'Argyll)
Pour les articles homonymes, voir John Campbell et Campbell.
John Douglas Edward Henry Campbell, 7e duc d'Argyll (21 décembre 1777 - 25 avril 1847) est un pair écossais et un homme politique whig.

## Biographie
Il est né à Londres troisième fils de John Campbell (5e duc d'Argyll). Sa mère est Elizabeth Campbell, première baronne Hamilton de Hameldon, qui est anoblie de plein droit en 1776. Il est baptisé le 18 janvier 1778 à St James's à Westminster. Il fait des études privées et fréquente Christ Church, Oxford. En 1803, il se rend à Paris, où il rencontre Talleyrand ainsi que Napoléon. Campbell retourne en Angleterre l'année suivante. Il succède à son frère aîné George Campbell (6e duc d'Argyll) dans ses titres en 1839.

## Carrière
Il est engagé dans l'armée britannique en 1797 en tant qu'enseigne de la Scots Guards, commandée par son père. Il achète une lieutenance en 1799 et est peu après devient capitaine. Au cours des guerres de la Révolution française, il sert aux Pays-Bas sous les ordres de Ralph Abercromby. Il prend sa retraite en 1801, contraint par des problèmes de santé. Après deux ans, il est nommé lieutenant-colonel et commandant des volontaires Argyll. À la suite de la réorganisation des milices du pays en 1809, il devient colonel de la milice Argyll et Bute.
Il entre à la Chambre des communes britannique en 1799, après avoir été élu dans l'Argyllshire en remplacement de son oncle Lord Frederick Campbell. Après l'Acte d'Union de 1801, il continue à représenter la circonscription au sein du nouveau Parlement du Royaume-Uni jusqu'en 1822. Il est élu membre de la Royal Society en 1819 . Campbell est nommé Gardien du Grand Sceau d'Écosse en 1841, charge qu'il occupe pendant cinq ans .

## Mariages et enfants
Il épouse Elizabeth, fille aînée de William Campbell, contre la volonté de son père en 1802 Ils divorcent six ans plus tard sans avoir eu d'enfants.
Il épouse Joan, fille unique de John Glassel en 1820. Ils ont trois enfants: 
- John Henry Campbell, comte de Campbell (11 janvier 1821 - 27 mai 1837)
- George Campbell (8e duc d'Argyll) (30 avril 1823 - 24 avril 1900), il épouse Elizabeth Leveson-Gower (30 mai 1824 - 25 mai 1878) le 31 juillet 1844. Ils ont douze enfants. Il se remarie avec Amelia Claughton (12 avril 1843 - 4 janvier 1894) le 13 août 1881. Il se remarie de nouveau avec Ina McNeill le 30 juillet 1895.
- Emma Augusta Campbell (1825 - 30 mai 1893), elle épouse John McNeill le 26 août 1870.

Après la mort de sa deuxième épouse en 1828, il épouse en troisièmes noces Anne, fille aînée de John Cuninghame en 1831. Elle est la veuve de George Cunningham Monteath.
Il meurt à l'âge de 69 ans au château d'Inveraray dans l'Argyllshire et est enterré à l'église de la paroisse de Kilmun. Son fils aîné John est décédé en 1837, il est remplacé dans le duché et ses autres titres par son deuxième fils George. Sa troisième femme lui a survécu jusqu'en 1874 .